# Mikael Sandström (läkare)
Anders Mikael Ygge Sandström, född 3 juni 1958 på Lidingö, är en svensk läkare. Han är vidare expert i Nyhetsmorgon i TV4 varje tisdag och driver podcasten "Utforska vården med Dr Mikael", tillsammans med Vården.se. Han har tidigare även drivit "Läkarpodden" tillsammans med Tilde de Paula Eby.
Han framträdde i Nyhetsmorgon med kraftig solbränna, vilket ledde till att han började kallas "Soldoktorn". Han förklarade detta som ofarligt i och med att han sprider ut solningen och inte bränner sig, något han har fått kritik för.
Sandström har tidigare medverkat i TV-programmet Expedition: Robinson 2003 (där han slutade på en 5:e plats) samt Boston Tea Party och Alla mot alla med Filip och Fredrik. I Alla mot alla deltog han i lag med radioprofilen och komikern Klara Doktorow. Han har även ett eget TV-program i sjuan tillsammans med Tilde de Paula Eby, Dr Mikael och Tilde. Han var även läkare i Biggest loser 2018.
Sandström har även varit svensk mästare i Rock'n'roll (dans)1986.
Sandström medverkade i TV4:s Let's Dance 2020 men avbröt i andra avsnittet för att istället fokusera på sitt arbete som läkare under coronaviruspandemin 2019–2021. Han öppnade upp för att vara med i nästa säsong i stället. Han dansade med Malin Watson.
Han var tidigare bosatt i Hallstahammar, men bor sedan mars 2021 tillsammans med Lotta Engberg i Mölnlycke.